# Videogiochi di Dungeons & Dragons

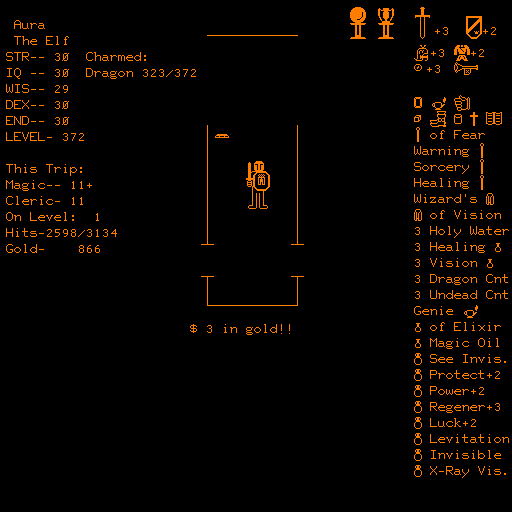
Schermata di dnd (1975) in un emulatore di sistema PLATO

Sono stati prodotti numerosi videogiochi basati su Dungeons & Dragons, inclusi giochi elettronici, per console e per dispositivi mobili.

## Storia
Tactical Studies Rules decise di proporre la licenza per la produzione di videogiochi ufficiali basati su Dungeons & Dragons nel 1987, sebbene molti titoli sviluppati negli anni precedenti avessero subito evidenti influenze da esso. L'azienda che riuscì ad aggiudicarsi la licenza fu la Strategic Simulations, nonostante la concorrenza di altre compagnie più blasonate, probabilmente grazie alla sua esperienza nel campo dei wargame per computer di cui molti dipendenti della TSR erano giocatori. La SSI sviluppò un motore grafico denominato Gold Box, e il primo titolo a sfruttarlo fu Pool of Radiance (1988). Cinque anni più tardi, dopo la pubblicazione di oltre una trentina di giochi, la SSI era sull'orlo della bancarotta a causa dei ritardi nella pubblicazione del motore grafico che avrebbe dovuto sostituire l'ormai obsoleto Gold Box; l'ultimo gioco pubblicato fu Dark Sun Shattered Lands nel 1993.
La TSR divise quindi la licenza tra più produttori. Concesse alla Interplay Entertainment una licenza per l'uso dei marchi e delle associate proprietà intellettuali Forgotten Realms e Planescape per la produzione di videogiochi. Una divisione dell'Interplay, chiamata Black Isle Studios usò questa licenza per sviluppare una serie di giochi di successo basati su queste due ambientazioni. Pubblicarono anche la serie di Baldur's Gate sviluppata dalla compagnia canadese BioWare. Nel 2003 la Interplay ebbe problemi finanziari, in seguito ai quali la divisione Black Isle Studios fu chiusa. La loro successiva pubblicazione per Dungeons & Dragons, dal nome in codice di "Jefferson", fu cancellata per problemi legali con la Wizards of the Coast, i nuovi detentori dei diritti per la franchise Dungeons & Dragons.
La Wizards of the Coast acquistò la TRS nel 1997 e a sua volta venne acquisita dalla Hasbro nel 1999. In conseguenza di ciò la sussidiaria Hasbro Interactive ottenne i diritti per l'uso del marchio Dungeons & Dragons per i loro videogiochi. Nel 2001 in seguito ad alcune difficoltà finanziarie la Hasbro vendette il 100% della Hasbro Interactive alla Infogrames Entertainment al costo di 100 milioni di dollari. Ciò condusse alla pubblicazione nel 2002 del gioco Neverwinter Nights. Nel 2011, a seguito di una causa intentatagli da Hasbro, Atari (il nuovo nome assunto da Infogrames) ha dovuto restituirgli i diritti.

## Videogiochi pubblicati

### Per giocatore singolo
| Titolo                                                                              | Serie               | Ambientazione         | Piattaforma(e)                                | Sviluppatore                         | Edizione          | Motore               |
| ----------------------------------------------------------------------------------- | ------------------- | --------------------- | --------------------------------------------- | ------------------------------------ | ----------------- | -------------------- |
| dnd                                                                                 |                     | Nessuna specifica     | PLATO                                         | Gary Whisenhunt, Ray Wood            | 1976              |                      |
| Dungeon                                                                             |                     | Nessuna specifica     | PDP-10                                        | Don Daglow                           | 1975 o 1976       |                      |
| Dungeons & Dragons Computer Labyrinth Game                                          |                     | Nessuna specifica     |                                               | Mattel                               | 1980              |                      |
| Dungeons & Dragons Computer Fantasy Game                                            |                     | Nessuna specifica     |                                               | Mattel                               | 1981              |                      |
| Advanced Dungeons & Dragons: Cloudy Mountain                                        |                     | Nessuna specifica     | Intellivision                                 | Mattel                               | 1982              |                      |
| Advanced Dungeons & Dragons: Treasure of Tarmin                                     |                     | Nessuna specifica     | Intellivision                                 | Tom Loughry                          | 1982              |                      |
| Pool of Radiance                                                                    | Pool of Radiance    | Forgotten Realms      | Home computer, NES                            | SSI                                  | 1988              | Gold Box             |
| Heroes of the Lance                                                                 | Silver Box          | Dragonlance           | Home computer, NES, Master System             | U.S. Gold                            | 1988              |                      |
| Curse of the Azure Bonds                                                            | Pool of Radiance    | Forgotten Realms      | Home computer                                 | SSI                                  | 1989              | Gold Box             |
| Dragons of Flame                                                                    | Silver Box          | Dragonlance           | Home computer, NES                            | U.S. Gold                            | 1989              |                      |
| Hillsfar                                                                            |                     | Forgotten Realms      | Home computer, NES                            | Westwood Studios                     | 1989              |                      |
| War of the Lance                                                                    |                     | Dragonlance           | Home computer                                 | SSI                                  | 1989              |                      |
| Secret of the Silver Blades                                                         | Pool of Radiance    | Forgotten Realms      | Home computer                                 | SSI                                  | 1990              | Gold Box             |
| DragonStrike                                                                        |                     | Dragonlance           | Home computer, NES                            | Westwood Studios                     | 1990              |                      |
| Champions of Krynn                                                                  | Gold Box            | Dragonlance           | Home computer                                 | SSI                                  | 1990              | Gold Box             |
| Eye of the Beholder                                                                 | Eye of the Beholder | Forgotten Realms      | Home computer, Sega CD, SNES, GBA, Amiga      | Westwood Studios                     | 1990              |                      |
| Eye of the Beholder II: The Legend of Darkmoon                                      | Eye of the Beholder | Forgotten Realms      | Home computer, Amiga                          | Westwood Studios                     | 1991              |                      |
| Shadow Sorcerer                                                                     |                     | Dragonlance           | Home computer                                 | U.S. Gold                            | 1991              |                      |
| Pools of Darkness                                                                   | Pool of Radiance    | Forgotten Realms      | Home computer                                 | SSI                                  | 1991              | Gold Box             |
| Death Knights of Krynn                                                              | Gold Box            | Dragonlance           | Home computer                                 | SSI                                  | 1991              | Gold Box             |
| Neverwinter Nights                                                                  | Savage Frontier     | Forgotten Realms      | Home computer                                 | AOL, Stormfront Studios, SSI         | 1991              |                      |
| Gateway to the Savage Frontier                                                      | Savage Frontier     | Forgotten Realms      | Home computer                                 | Stormfront Studios                   | 1991              |                      |
| Order of the Griffon                                                                |                     | Mystara               | TurboGrafx 16                                 | Westwood Studios                     | 1992              |                      |
| Dungeons & Dragons: Warriors of the Eternal Sun                                     |                     | Mystara, Hollow World | Mega Drive                                    | Westwood Studios                     | 1992              |                      |
| The Dark Queen of Krynn                                                             | Gold Box            | Dragonlance           | Home computer                                 | SSI                                  | 1992              | Gold Box             |
| Treasures of the Savage Frontier                                                    | Savage Frontier     | Forgotten Realms      | MS-DOS, Amiga                                 | Stormfront Studios                   | 1992              |                      |
| Spelljammer: Pirates of Realmspace                                                  |                     | Spelljammer           | MS-DOS                                        | Cybertech Systems                    | 1992              |                      |
| Eye of the Beholder III: Assault on Myth Drannor                                    | Eye of the Beholder | Forgotten Realms      | MS-DOS, Amiga, Mega CD, SNES                  | SSI                                  | 1993              |                      |
| Fantasy Empires                                                                     |                     | Mystara               | MS-DOS                                        | Silicon Knights                      | 1993              |                      |
| Forgotten Realms: Unlimited Adventures                                              |                     | Forgotten Realms      | MS-DOS, Mac                                   | MicroMagic                           | 1993              |                      |
| Dark Sun: Shattered Lands                                                           | Dark Sun            | Dark Sun              | MS-DOS                                        | SSI                                  | 1993              |                      |
| Stronghold                                                                          |                     | Nessuna specifica     | MS-DOS                                        | Stormfront Studios                   | 1993              |                      |
| Dungeon Hack                                                                        |                     | Forgotten Realms      | MS-DOS                                        | DreamForge Intertainment             | 1993              |                      |
| Dungeons & Dragons: Tower of Doom                                                   | Mystara             | Mystara               | Arcade, Sega Saturn                           | Capcom                               | 1993              |                      |
| Dark Sun: Wake of the Ravager                                                       | Dark Sun            | Dark Sun              | MS-DOS                                        | SSI                                  | 1994              |                      |
| Slayer                                                                              |                     | Nessuna specifica     | 3DO                                           | Lion Entertainment                   | 1994              |                      |
| Ravenloft: Strahd's Possession                                                      | Ravenloft           | Ravenloft             | MS-DOS                                        | DreamForge Intertainment             | 1994              |                      |
| Al-Qadim: The Genie's Curse                                                         |                     | Al-Qadim              | MS-DOS                                        | Cyberlore Studios                    | 1994              |                      |
| Menzoberranzan                                                                      |                     | Forgotten Realms      | MS-DOS                                        | DreamForge Intertainment             | 1994              |                      |
| Ravenloft: Stone Prophet                                                            | Ravenloft           | Ravenloft             | MS-DOS                                        | DreamForge Intertainment             | 1995              |                      |
| DeathKeep                                                                           |                     | Nessuna specifica     | Windows, 3DO                                  | Lion Entertainment                   | 1996              |                      |
| Dark Sun Online: Crimson Sands                                                      | Dark Sun            | Dark Sun              | Windows                                       | SSI                                  | 1996              |                      |
| Blood & Magic                                                                       |                     | Forgotten Realms      | Windows                                       | Tachyon Studios                      | 1996              |                      |
| Birthright: The Gorgon's Alliance                                                   |                     | Birthright            | Windows                                       | Synergistic Software                 | 1996              |                      |
| Dungeons & Dragons: Shadow over Mystara                                             | Mystara             | Mystara               | Arcade, Sega Saturn                           | Capcom                               | 1996              |                      |
| Iron & Blood: Warriors of Ravenloft                                                 |                     | Ravenloft             | Windows, PlayStation                          | Take 2 Interactive                   | 1997              |                      |
| Descent to Undermountain                                                            |                     | Forgotten Realms      | Windows                                       | Interplay                            | 1997              |                      |
| Baldur's Gate                                                                       | Baldur's Gate       | Forgotten Realms      | Windows, Mac                                  | BioWare                              | 30 novembre 1998  | Infinity Engine      |
| Baldur's Gate: Tales of the Sword Coast                                             | Baldur's Gate       | Forgotten Realms      | Windows, Mac                                  | BioWare                              | 30 aprile 1999    | Infinity Engine      |
| Planescape: Torment                                                                 |                     | Planescape            | Windows                                       | Black Isle Studios                   | 12 dicembre 1999  | Infinity Engine      |
| Icewind Dale                                                                        | Icewind Dale        | Forgotten Realms      | Windows, Mac                                  | Black Isle Studios                   | 20 giugno 2000    | Infinity Engine      |
| Baldur's Gate II: Shadows of Amn                                                    | Baldur's Gate       | Forgotten Realms      | Windows, Mac                                  | BioWare                              | 24 settembre 2000 | Infinity Engine      |
| Icewind Dale: Heart of Winter                                                       | Icewind Dale        | Forgotten Realms      | Windows                                       | Black Isle Studios                   | 2001              | Infinity Engine      |
| Baldur's Gate II: Throne of Bhaal                                                   | Baldur's Gate       | Forgotten Realms      | Windows, Mac                                  | BioWare                              | 21 giugno 2001    | Infinity Engine      |
| Icewind Dale: Trials of the Luremaster                                              | Icewind Dale        | Forgotten Realms      | Windows                                       | Black Isle Studios                   | 7 settembre 2001  | Infinity Engine      |
| Pool of Radiance: Ruins of Myth Drannor                                             | Pool of Radiance    | Forgotten Realms      | Windows                                       | Stormfront Studios                   | 27 settembre 2001 |                      |
| Baldur's Gate: Dark Alliance                                                        | Dark Alliance       | Forgotten Realms      | PS2, Xbox, Nintendo GameCube, GBA             | Snowblind Studios                    | 2 dicembre 2001   | Dark Alliance Engine |
| Neverwinter Nights                                                                  | Neverwinter Nights  | Forgotten Realms      | Windows, Mac, Linux                           | BioWare                              | 18 giugno 2002    | Aurora Engine        |
| Icewind Dale II                                                                     | Icewind Dale        | Forgotten Realms      | Windows                                       | Black Isle Studios                   | 27 agosto 2002    | Infinity Engine      |
| Neverwinter Nights: Shadows of Undrentide                                           | Neverwinter Nights  | Forgotten Realms      | Windows, Mac, Linux                           | Floodgate Entertainment, BioWare     | 21 giugno 2003    | Aurora Engine        |
| Dungeons & Dragons: Heroes                                                          |                     | Greyhawk              | Xbox                                          | Atari Hunt Valley Development Studio | settembre 2003    |                      |
| The Temple of Elemental Evil                                                        |                     | Greyhawk              | Windows                                       | Troika Games                         | 16 settembre 2003 |                      |
| Neverwinter Nights: Orde dal Sottosuolo Neverwinter Nights: Hordes of the Underdark | Neverwinter Nights  | Forgotten Realms      | Windows, Mac, Linux                           | BioWare                              | 2 dicembre 2003   | Aurora Engine        |
| Baldur's Gate: Dark Alliance II                                                     | Dark Alliance       | Forgotten Realms      | PS2, Xbox                                     | Black Isle Studios                   | 20 gennaio 2004   | Dark Alliance Engine |
| Forgotten Realms: Demon Stone                                                       |                     | Forgotten Realms      | Windows, PS2, Xbox                            | Stormfront Studios                   | 2004              |                      |
| Neverwinter Nights: Mobile                                                          | Neverwinter Nights  | Forgotten Realms      | Mobile phone                                  | Floodgate Entertainment              | 2004              |                      |
| Neverwinter Nights: Shadowguard                                                     | Neverwinter Nights  | Forgotten Realms      | Windows, Mac, Linux                           | Floodgate Entertainment              | 10 novembre 2004  | Aurora Engine        |
| Neverwinter Nights: Witch's Wake                                                    | Neverwinter Nights  | Forgotten Realms      | Windows, Mac, Linux                           | BioWare                              | 10 novembre 2004  | Aurora Engine        |
| Neverwinter Nights: Kingmaker                                                       | Neverwinter Nights  | Forgotten Realms      | Windows, Mac, Linux                           | BioWare                              | 10 novembre 2004  | Aurora Engine        |
| Dungeons & Dragons: Dragonshard                                                     |                     | Eberron               | Windows                                       | Liquid Entertainment                 | 21 settembre 2005 |                      |
| Dungeons & Dragons Online: Stormreach                                               |                     | Eberron               | Windows                                       | Turbine, Inc.                        | 28 febbraio 2006  |                      |
| Neverwinter Nights: Pirates of the Sword Coast                                      | Neverwinter Nights  | Forgotten Realms      | Windows, Mac, Linux                           | BioWare                              | 20 settembre 2005 | Aurora Engine        |
| Neverwinter Nights: Infinite Dungeons                                               | Neverwinter Nights  | Forgotten Realms      | Windows, Mac, Linux                           | BioWare                              | 26 maggio 2006    | Aurora Engine        |
| Neverwinter Nights: Wyvern Crown of Cormyr                                          | Neverwinter Nights  | Forgotten Realms      | Windows, Mac, Linux                           | BioWare                              | 14 settembre 2006 | Aurora Engine        |
| Neverwinter Nights 2                                                                | Neverwinter Nights  | Forgotten Realms      | Windows                                       | Obsidian Entertainment               | 31 ottobre 2006   | Electron Engine      |
| Dungeons & Dragons Tactics                                                          |                     | Greyhawk              | PSP                                           | Kuju Entertainment                   | 14 agosto 2007    |                      |
| Neverwinter Nights 2: Mask of the Betrayer                                          | Neverwinter Nights  | Forgotten Realms      | Windows                                       | Obsidian Entertainment               | 27 settembre 2007 | Electron Engine      |
| Neverwinter Nights 2: Storm of Zehir                                                | Neverwinter Nights  | Forgotten Realms      | Windows                                       | Obsidian Entertainment               | 18 novembre 2008  | Electron Engine      |
| Neverwinter Nights 2: Mysteries of Westgate                                         | Neverwinter Nights  | Forgotten Realms      | Windows                                       | Ossian Studios                       | 29 aprile 2009    | Electron Engine      |
| Dungeons & Dragons: Daggerdale                                                      |                     | Forgotten Realms      | PlayStation 3, Xbox 360, Windows              | Bedlam Games                         | 25 maggio 2011    |                      |
| Sword Coast Legends                                                                 |                     | Forgotten Realms      | Windows, OS X, Linux, PlayStation 4, Xbox One | N-Space Digital Extremes             | 20 ottobre 2015   |                      |
| Baldur's Gate 3                                                                     | Baldur's Gate       | Forgotten Realms      | Windows, OS X, Playstation 5, Xbox Series X/S | Larian Studios                       | 3 agosto 2023     | Divinity Engine      |

### Raccolte
| Titolo                                              | Serie               | Ambientazione      | Piattaforma(e) | Sviluppatore         | Edizione      |
| --------------------------------------------------- | ------------------- | ------------------ | -------------- | -------------------- | ------------- |
| AD&D Limited Edition Collector's Set                | Varie               | Varie              | MS-DOS         | SSI                  | 1990          |
| AD&D Collector's Edition                            | Varie               | Varie              | MS-DOS, Mac    | WizardWorks Software | 1994          |
| AD&D Collector's Edition Vol. 3                     | Savage Frontier     | Forgotten Realms   | MS-DOS         | SSI                  | 1994          |
| Fantasy Fest!                                       | Varie               | Forgotten Realms   | MS-DOS         | SSI                  | 1994          |
| AD&D Eye of the Beholder Trilogy                    | Eye of the Beholder | Forgotten Realms   | MS-DOS         | SSI                  | 1995          |
| AD&D Ultimate Fantasy                               | Varie               | Varie              | Intellivision  | Slash Corporation    | 1995          |
| AD&D Masterpiece Collection                         | Dark Sun/Ravenloft  | Dark Sun/Ravenloft | Windows        | Mindscape            | 1996          |
| The Forgotten Realms Archives                       |                     | Forgotten Realms   | Windows        | Interplay            | 1997          |
| The Forgotten Realms Deluxe Edition                 | Varie               | Forgotten Realms   | Windows        | Interplay            | 2006          |
| Dungeons & Dragons Collection                       | Mystara             | Mystara            | Sega Saturn    | Capcom               | 3 aprile 1999 |
| Gamefest: Forgotten Realms Classics                 |                     | Forgotten Realms   | Windows        | Interplay            | 2001          |
| Neverwinter Nights Gold Edition                     | Neverwinter Nights  | Forgotten Realms   | Windows        | Infogrames           | 2003          |
| Neverwinter Nights Platinum Edition                 | Neverwinter Nights  | Forgotten Realms   | Windows        | Infogrames           | 2004          |
| Atari Collection: Rollenspiele                      | Varie               | Varie              | Windows        | Atari                | 2005          |
| Neverwinter Nights Diamond Compilation              | Neverwinter Nights  | Forgotten Realms   | Windows        | Infogrames           | 2005          |
| Ultimate Dungeons & Dragons                         | Varie               | Varie              | Windows        | Atari                | 2005          |
| Dungeons & Dragons Anthology: The Master Collection | Varie               | Varie              | Windows        | Atari                | 2011          |

### Online
| Titolo                         | Serie              | Ambientazione    | Piattaforma(e)    | Sviluppatore         | Edizione | Motore   |
| ------------------------------ | ------------------ | ---------------- | ----------------- | -------------------- | -------- | -------- |
| Neverwinter Nights - MMORG     | Savage Frontier    | Forgotten Realms | DOS               | Stormfront Studios   | 1991     | Gold Box |
| Dark Sun Online: Crimson Sands | Dark Sun           | Dark Sun         | Windows           | SSI                  | 1996     |          |
| Dungeons & Dragons Online      | -                  | Eberron          | Windows           | Turbine              | 2006     |          |
| Heroes of Neverwinter          | Neverwinter Nights |                  | Online (Facebook) | Liquid Entertainment | 2011     |          |
| Neverwinter                    | Neverwinter Nights | Forgotten Realms | Windows           | Cryptic Studios      | 2013     |          |